# Lichmera incana
Lichmera incana е вид птица от семейство Meliphagidae.

## Разпространение
Видът е разпространен във Вануату и Нова Каледония.